# 六四歌曲
六四歌曲，广义上是指与六四事件有关的歌曲。这些歌曲中有些创作于六四之前，创作之初与六四事件并无关联，但在六四事件发生后，人们依据活动的需要曾有传唱，如《一无所有》、《龙的传人》、《人间道》、《血染的风采》、《最后一枪》等，其中《一无所有》成为当时抗议学生的非正式用歌。狭义的六四歌曲是指因当年六四事件而创作的歌曲,和其后随着运动的演进人们后来创作的六四歌曲.这些歌曲的特点主要表达对自由民主的追求和对学运的支持，如《为自由》、《历史的伤口》、《64三十五年祭》、《六四是我的祖国》等。还有许多歌曲作于六四之后，表达了对这一历史事件的复杂心情，如《漆黑将不再面对》、《祭好汉》等。
由于在六四事件后，中國大陆严格的审查制度，使得纪念六四的歌曲难以问世，作品比较少见且一般未能公开发行，因此六四歌曲中以香港和台湾歌曲，尤其以香港歌曲居多。在各种六四纪念活动，如维园六四烛光晚会中，参与者都会演唱一些六四歌曲。由于六四歌曲曲目众多，此处只选取其中一些较为有名，且传唱至今的。

## 大陆

### 最后一枪
此曲作词者為王贵和崔健，作曲者為崔健。
这首歌本是崔健从1979年中越战争得来的灵感（《六四詩集》稱「《最後一槍》本是崔健在“六四”後為“六四”所寫的作品。但為回避當局禁止，當年上市唱片公司稱此曲是緣於「中越戰爭」歷史典故，與六四事件無關」），最早的版本收录在1987年的《无名高地──中国红歌星金曲选第一集》合辑。1988年，这首歌被收录于东方歌舞团录制的《开天辟地中国新音乐》专辑。
六四事件之后，这首歌被民众，甚至崔健本人赋予了全新的意义。1990年亚运会成都站义演时，崔健唱完这首歌后直接说：“我们希望去年听到的枪声，是最后一枪。”
1991年，这首歌发表于《解决》这张专辑中，歌词经大量删减后只剩下三句，基本上成为一首器乐演奏曲。即便如此，刪減版歌曲仍然遭到中國大陸網路屏蔽審查。完整版的歌词出现在一部香港电影《火烧岛》的末尾并收录在其电影原声带中。1995年8月，崔健在美国巡回演唱，期间接受旧金山中文电台的采访时，崔健坚持说自己的歌和政治无关。盘古乐队曾在纪念六四十七周年之际翻唱这首歌的完整版。

### 血染的风采
此曲作词者為陈哲，作曲者為苏越。
此曲创作于1987年，本是为纪念中越战争中牺牲的解放军士兵而作，后来被用于纪念六四事件，梅艳芳亦多次演唱此曲。

### 一无所有／真愛又如何
此曲作词者為崔健／盧國沾，作曲者為崔健。
《一无所有》创作于1986年，是崔健的成名作，也是中国摇滚乐的开山之作，在八九学运期间此曲被广为传唱。崔健曾亲自到天安门广场上演唱此曲为学生打气。而該作品廣東版本由徐小鳳主唱，並命名為《真愛又如何》。崔健版《一无所有》在中國大陸已全平台下架，只有Bilibili等影片平台可以收聽。
学生领袖吾尔开希在纪录片《天安门》中曾说:「这首歌和这几个字体现出我们的一种心情，可以想象我们这一代人有什么？」

### 国际歌
国际歌是国际共产主义运动的著名歌曲，曾作為蘇聯國歌，在中國共產黨官方的宣传下，这首歌在中国家喻户晓。民运时，这首歌成为被学生传唱最多的歌曲之一。六月四日清晨天安门清场时，学生们正是唱着这首歌，手拉着手离开广场。

### 广场
《广场》收录于李志的第二张专辑《B＆BⅡ》，此专辑在2007年1月11日正式发行时的名称是《梵高先生》，没有收录这首歌（一說極少早期版本專輯中有收錄）。歌曲大量使用记录片《天安门》中的音频采样，开头是韩东方的一段录音，中间有六四事件中群众高喊“救护车”、“刽子手”、“土匪”，以及枪声等的录音。歌曲最后在丁子霖表述丧子（即蔣捷連）之痛的傾訴與哭泣声中结束。

### 女神
《女神》收录在李志的专辑《F》中，背景是伫立在天安门广场上，与毛泽东像对视的民主女神像。

### 在這顆行星所有的酒館
出自中國搖滾樂隊萬能青年旅店之專輯《萬能青年旅店》，整篇暗喻六四事件：「被微風吹拂，與猛虎談情」「這顆行星所有的酒館，青春自由似乎理所應得，面向渙散的未來，只唱情歌看不到坦克」「野心勃勃的燈火，瞬間吞沒黑暗的臉龐」等。作詞者姬賡表示他將歌詞「廣場」替換成了「酒館」，以把「殘酷」替換成「比較浪漫」。亦有解析文章指出，該曲末段之雜音可能象徵當時天安門廣場乃至北京城的混亂：「……後面則變得混亂，就像是雜亂的槍聲、四散的人群，也許還有血泊裡七零八落的屍體……」

### 六月
愚人船乐队2004年的作品。

### 工農兵聯合起來向前進
在六四天安門事件發生後，參與的學生們將歌詞「殺向那帝国主义反动派的大本营」改為「我們團結我們奮鬥，要爭民主要爭自由，殺向那獨裁專制貪官污吏大本營」

### 垃圾场
《垃圾场》收录在何勇的专辑《垃圾场》中，因创造社发行的六四纪录片《天安门》中引用了此歌而得名。

### 雨天的回憶
《雨天的回憶》收录在汪峰的专辑《生无所求》中，現已被中國大陸封禁，主流音樂平台均無法搜索到此歌曲。

## 香港

### 为自由
曲：卢冠廷 词：唐書琛
原唱：文佩玲、太極、方麗盈、王靖雯、方曉虹、仙杜拉、古巨基、江欣燕、成奎安、安德尊、成龍、呂方、呂珊、吳江倫、吳香倫、李珊珊、李健達、李克勤、吳夏萍、吳婉芳、吳國敬、赤道、李潤雄、余綺霞、李龍基、吳潔梅、杜麗莎、杜德智、杜德偉、阮兆祥、林子祥、林志美、林姍姍、周美茵、周慧敏、周啟生、林敏驄、林楚麒、林憶蓮、佳音使團、城市旋律、風之Group、柏安妮、威利、祖詩、胡渭康、胡啟榮、倫永亮、徐小鳳、草蜢、浮世繪、泰迪羅賓、梁家輝、容錦昌、袁麗麗、袁鳳瑛、陳山河、郭小霖、陳百強、許志安、梁漢文、陳佩珊、陳欣健、陳思彤、黃衍蒙、陳家揚、軟硬天師、黃翊、黃敏華、黃凱芹、區瑞強、梅愛芳、梅艷芳、張國榮、麥潤壽、麥偉豪、陳慧嫻、陳松伶、陳德彰、陳少偉、陳潔靈、彭家麗、黃寶欣、黃耀光、惠天賜、張立基、張明敏、陳芳榮、曾路得、張學友、彭鏡光、甄妮、達明一派、葉蒨文、楊國華、葉珮珩、路家敏、葉振棠、瑪莉亞、甄楚倩、葉麗儀、蔡小英、蔡立兒、蔡楓華、蔡齡齡、蔡國權、夢劇院、劉天蘭、蔣志光、黎明詩、黎明、鄭秀文、鄭敬基、劉德華、盧冠廷、盧敏儀、靜婷、霍達華、鄭瑞芬、歐陽德勛、盧業瑂、鍾鎮濤、戴蘊慧、鄺美雲、顏福偉、魏綺清、羅文、關正傑、關淑怡、邊界、譚詠麟、譚耀文、蘇永康、Beyond、Blue Jeans、Citybeat、Cocos、Douceurs Doux、Echo、Solo Wong
參與公司：永恆唱片、世紀唱片、百代唱片、香港基督徒音樂事工協會、娛樂唱片、現代唱片、黑白唱片、華星唱片、華納唱片、新力唱片、銀星唱片、熊熊唱片公司、樂意唱片、寶麗金唱片
香港群星合唱，聚集了香港当时兩家電視台的一眾歌手，當年5月23日在EMI錄音室灌錄，完成後由蔣志光與黃耀光（前Raidas成員）親手送到北京天安門廣場，
交學生代表並即場播放，以表達對民主自由的支持，亦成為天安門廣場第一次播放的廣東歌，该曲曾在1989年5月登上中文歌曲龍虎榜首位。

### 長夜孤魂
曲：卢冠廷 词：潘源良
盧冠廷擔任電影《烈火街頭》的配樂，據說導演要求類似Dire Straits《換帖兄弟》的歌曲作主題曲。如果當年EMI購入《Brothers in Arms》的版權（當時寶麗金唱片持有Dire Straits的國際版權），他大可以拿來改編，可是他認為身為創作歌手，無必要這樣做，於是他以那首歌的低音結他聲部，創作了這首《長夜孤魂》。2013年5月31日的香港電台頭條新聞節目中播出以纪念六四烈士。

### 自由花
曲：鄭智化 詞：周禮茂
鄭智化《水手》的粵語版，是歷年在維多利亞公園舉行的六四晚會的主題曲。歌詞中寫到的“但有一個夢，不會死，記著吧！無論雨怎麼打，自由仍是會開花，但有一個夢，不會死，記著吧！來自你我的心，記著吧！”被懷疑暗示六四事件。

### 在那遥远的地方
曲：杨云骠 词：林夕 原唱：吳國敬

### 皆因一经过六四
詞：林夕
黃霑概念专辑《香港X'mas》收集了許多流行聖誕歌曲的旋律，配上重新撰寫的粵語歌詞，內容全是對「六四」後中國與香港現實的諷喻。林夕填词的这首歌，原曲為《Hark! The Herald Angels Sing》。該專輯中林振強寫的《慈祥鵬過聖誕》更流行了一段短時間。

### 漆黑将不再面对
曲：盧冠廷 词：刘卓辉
盧冠廷在「六四」之后制作了一张《1989》的专辑，里面的歌曲都和六四有关，而《漆黑将不再面对》是这张专辑里最著名的一首。其中的“为了在暴雨中找到真谛 牺牲的竟要彻底” “天与地  几多的心里还在落泪 心永伴随 无人能忘掉你在远方”也暗示著六四事件。

### 我未能忘掉你（1992）
曲：盧冠廷 词：刘卓辉
盧冠廷繼《漆黑將不再面對》後，時隔三年再推出這首歌，原收錄於《我未能忘掉你》大碟，其中“你問誰才是對去或留還是錯的理由，呆望鐵窗夜色內滲” “看夕陽紅像血 你為何情願接近” “纏著我心 昨天烙印”兩句暗示六四事件。這首歌多年後由菊梓喬翻唱，劉卓輝也因此修改部分歌詞「呆望鐵窗夜色漸滲」。

### 妈妈不要哭
曲：郭多加 词：赵孟準、郭多加

### 祭好汉
曲調為《將軍令》，盧國沾作词。
後來本曲中的歌詞「齊共記起這段情，祭好漢」和「眾多好漢子，有請到現場」，被性別平權主義者認為男性色彩過重，故此，支聯會後來將歌詞修改為「齊共記起這段情，待昭雪」和「眾多烈士，快請到現場」，歌名亦被修改為《祭英烈》。

### 你喚醒我的靈魂
曲：夏韶聲 詞：林振強
夏韶声主唱，來自1989年的同名大碟，是他響應民運而出版的專輯。此曲道出了當時港人的心聲﹕「我從前根本懶想，從沒關心故鄉，唯求偷生與安詳；你明知可重傷，仍胸襟對槍，寧死都要堅強，只為民主飄揚」。

### 妈妈我没有做错
曲: 林慕德 词: 刘卓辉
夏韶声主唱，后被选入其1990年发行的专辑《回望》。该专辑另有G.Yanagl作曲，林夕填词的六四歌曲《让我孤单过这一晚》。

### 四海一心
曲：倫永亮 词：潘偉源
1989年香港演藝界舉行“民主歌聲獻中華” 港台及海外巡回義演支持中國學生民主運動，梅艷芳邀請作曲家倫永亮、詞作家潘偉源（即：《烈焰紅唇》的原班人馬）為其譜寫六四作品《四海一心》，並首度在巡回義演中演唱此曲。

### 中國
曲/詞：林敏聰

### 天安门母亲的呼唤
曲/词：金佩玮
金佩玮于2004年为支持天安门母亲运动而作。

### 毋忘六四
曲/詞：金佩瑋

### 五月的陽光
曲：杜雯惠 詞：杜雯惠

### 二十年（2009）
改編自《歷史的傷口》詞：Barry

### 未平复的心
曲：李健达 词：陈少琪 原唱：王菲 黄贯中

### 長城（1992）
曲：黃家駒 詞：劉卓輝
黃家駒主唱，1992年Beyond第八張專輯《繼續革命》中的主打歌《長城》被認為是諷刺六四事件。「圍著事實的真相」被認為是指中國內地主政者掩飾六四屠城的真相，「圍著慾望與理想(叫嚷)」被認為是指內地學生民主的呼號，「還有昨天的戰場」被認為是指天安門廣場，「誰卻甘心流連塞上」「誰要一生流離浪蕩」被認為是指流亡海外的學生， 「蒙著耳朵 那裡那天不再聽到在呼號的人」「蒙著眼睛 再見往昔景仰的那樣一道疤痕」被認為是表達中共封鎖六四屠城的真相。長城在中國雖然是堅固的歷史圍牆建築，卻也是中國數百年來封閉的象徵。

### 岁月无声
曲：黃家駒 詞：劉卓輝  主唱：黃家駒
“泪眼已吹干 无力再回望” “白发已沧桑 无梦再期望” “沙不怕风吹 在某天定会凝聚 若我可再留下来” 
这首歌曲的歌词很隐晦，劉卓輝曾接受采访，称黄家驹当年“写作这首歌有很深的六四情结”，特别是里面那一句“可否不要往后再倒退”，就是希望中国不要再往后倒退了。值得注意的是，此曲原本由麥潔文主唱，最初以情歌風格編曲，其後由Beyond重新以搖滾風格演繹，知名度比麥之版本更高。

### 抗战二十年（2003）
曲：黃家駒 詞：黃偉文 主唱: Beyond
此曲本为Beyond乐队於2003年纪念其乐队成立二十周年及纪念已故主唱黄家驹而作，后来被人发现其歌词也非常适合用于纪念六四事件二十周年及香港民主運動（代表香港爭取民主二十多年一直無進展）。令人热情迸发但实际上都有深刻的社会、政治和文化背景的历史事件。

### 天問
曲：劉以達 詞：周耀輝  達明一派演唱
達明一派在六四屠殺後推出大碟《神經》中的主打歌《天問》，毫不忌諱地諷刺中國人傳統倫理的家長權威性，以反映中共的專權高壓，「天不容問」。歌曲以囂張的天空火焰壓迫人民作喻，大地衆生害怕得靜默無說話，生活於惶恐下，繼而引起了反抗，要把火舌射下來，也有人借此上位「偷仙丹飛天」，而「月宮安守青天」更加是不言而喻的說明這場風波。到頭來，挑戰權威是不容的，「縱怨天、天不容問」「嘆衆生、生不容問」。悲哀的中國人，「千秋的咒詛何時作罷」方可邁向民主呢？

### 諸神的黃昏
曲：劉以達 詞：陳少琪 達明一派演唱
達明一派在六四屠城後推出大碟《神經》中的《諸神的黃昏》諷刺六四事件，「從廝殺的角落裡驚叫中一抹鮮血屠城，期望眾生更虔誠」。

### 狐狸先生的尾巴
曲：李啟昌 詞：夢劇院 夢劇院演唱
夢劇院在1989年推出大碟《天生一對》中的《狐狸先生的尾巴》諷刺六四事件內地主政者封鎖新聞消息 「誰做了啞巴，請盡情的嘶叫。沉著笑的他，收起狐狸的尾巴」　

### 你知我知
曲：Gessle 詞：林振強
譚詠麟演唱，1989年的《忘情都市》專輯中的《你知我知》，都是作詞者以直接提問詞組，對中共政權的咆哮。「若是問我可否將所想的封鎖，就像問我絲巾可否包一堆火」
此曲改編自Roxette的「The Look」。

### 破晓前尘梦（1991）
林忆莲在1991年7月的《意亂情迷1991 Live》个人演唱会上，将歌曲《破晓》和《前尘》组合，伴舞者着白衬衫长裤代表学生，最后纷纷中枪倒下。

### 六月四日的約會（1990）
收錄於1990年笑星救地球專輯內，歌詞以故事形式講述六四事件發生後的當日，演唱者與他們不同朋友同一樣的心情。
廖偉雄、胡大為演唱。

### 田
这是环球唱片2009年的一个精选集，有指是纪念六四二十周年的专辑 ，出版方刻意回避，其监制声称只是“惨情歌”。此唱片名为“田”，实际上是一个无名唱片，封面上巨大的田字只是四个方格，内附同样黑底红字的不乾胶贴纸，唱片购买者可以将唱片自行命名。不乾胶贴纸内容为：
一 國泰民安　　
二 忘年之契　　　
三 星星相惜　　　
四 流金歲月　　　
五 不由自主　　　
六 打得火熱
七 萬紫千紅
八 杯水車薪
九 毋望之福
十 傳情達意
唱片内的歌词册中，每首歌均有一些歌词以红底黑字方式高亮印刷。收录歌曲列表：
1. 四海一心 / 梅艷芳
2. 你知我知 / 譚詠麟
3. 人間道 / 張學友[23]
4. 漆黑將不再面對 / 盧冠廷
5. 破曉[[[Wikipedia:格式手册/链接#章節|錨點失效]]] / 林憶蓮
6. 歲月無聲 / Beyond
7. 天問 / 達明一派
8. 一切為何 / 太極
9. 媽媽我沒有做錯 / 夏韶聲
10. 不死鳥 / 鍾鎮濤
11. 焚心以火 / 葉蒨文
12. 國旗 / 林子祥
13. 我未能忘掉你 / 盧冠廷
14. 未平復的心 / 王菲 黃貫中
15. 問青空 / 黃凱芹
16. 長城[[[Wikipedia:格式手册/链接#章節|錨點失效]]] / Beyond
17. 舞吧舞吧舞吧 / 黃耀明

### 毋忘花
曲：謝芊彤 詞：謝芊彤

### 民主會戰勝歸來
曲：Anthony Kwong 詞：Barry 主唱：VIIV樂隊
民主會戰勝歸來此曲在後來是香港六四晚會的主題曲之一，亦代表支聯會在紀念六四晚會的歌曲內容中加入香港本土主義特色的元素。

### 黃雀飛
曲：吳彤 詞：吳彤 主唱：吳彤
黃雀飛為六四舞臺《讓黃雀飛》之主題曲。

### 中國夢（1983）
曲: 趙文海 詞: 黃霑 主唱: 羅文
中國夢歌曲內容原為頌揚中華文化，其後成為香港六四晚會的主題曲之一，歌詞內容有濃厚的大中華主義色彩。

### 六月飛霜（2011）
曲: Kool G@Public Zoo 詞: 林夕 主唱: 陳奕迅

### 人间道
作詞：黃霑 作曲：黃霑 編曲：戴樂民 主唱: 張學友
張學友主唱的電影主題曲《人間道》亦由黃霑作曲填詞，熱血悲壯的歌詞如「少年怒／天地鬼哭神號」、「大地舊日江山／怎麼會變血海滔滔／故園路／怎麼竟是不歸路」、「驚問世間／怎麼儘是無道」等，句句痛心徹肺，叩問蒼天，天亦無言。此曲被視為香港六四歌曲之一，六四二十週年時收錄於環球唱片低調發行的悼念六四唱片集《田》。

### 誰來愛我們
曲: 李健達 詞: 陳少琪 主唱: 黃翊
此曲於1989年奪得亞太金箏流行曲創作大賽（香港決賽）冠軍，並收錄於1990年黃翊同名專輯內。歌詞以孩子來形容香港人，描述經歷六四後，香港人面對未來感到困惑﹑迷茫、矛盾的複雜心情。

### 家明（2014）
曲：伍乐城 词：黄伟文 主唱：谢安琪
《家明》於2014年推出，收录于谢安琪第12張個人專輯《Kontinue》，當年的第四派台作品。謝安琪曾在她的個人音樂會或接受電台訪問時指出，《家明》是向一首國語歌曲致敬，以及是1989年當時發生的一些事的回憶。〈家明〉的「家」解作「國家」，而「明」則解作「明天」及「日月」，合起來便是【國家的明天】或【國家的日月】，帶有年輕人對國家未來有抱負的含意

### 回憶有罪（2019）
曲：劉以達 詞：林夕 主唱：達明一派
達明一派就六四事件30周年推出的歌曲《回憶有罪》。

### 六月
主唱：藍奕邦

## 台湾

### 家在山的那一边
1989年5月27日，香港跑马地馬场50万人声援北京学生抗议中共、反贪污、反腐败的民運史無前例的籌款音樂會──《民主歌聲獻中華》。邓丽君在头颈上挂了一块牌子，上面手书“反对军管”，演唱了《家在山的那一边》歌曲。據說當時負責轉播的無綫電視為免惹怒北京，多次刻意在鏡頭上遷就，避免她的牌子在鏡頭前出現。

演唱前，她說到：
|  | 非常謝謝，大家這麼熱心，在香港大家聚在一起，努力爭取民主，我練習了一首歌，這首歌是從來我也沒唱過，我想也很少人聽過，希望大家聽了以後，就知道我心裏想說些什麼。 |

### 龙的传人
《龙的传人》是侯德健最具有影响力的作品，歌詞內容有濃厚的大中華主義色彩。
作于1978年台美断交而与中华人民共和国建交之时。在学潮中，侯德健将此歌的歌词做了稍许改写，把“四面楚歌是姑息的剑”改为“四面楚歌是独裁的剑”，把“黑眼睛黑头发黄皮肤，永永远远是龙的传人”改为“不管你自己愿不愿意，永永远远是龙的传人”，并在《民主歌声献中华》的演唱会中演唱经改动后的《龙的传人》。
在六四后期，侯德健到天安门广场参与绝食，成为著名的“四君子”之一。《龙的传人》是当时大陆最流行的歌曲之一，侯德健常与广场上的学生一同合唱此曲。
6月3日晚，3-4万的台湾民众在台北中正纪念堂前静坐及合唱，晚上11時20分，两岸接通了电话，开始两岸对歌活动。北高联表示学生们现在受到很大的威胁，但是他们决不退缩。台湾民众热烈鼓掌，并随后集体合唱《龙的传人》。在凌晨零時20分，从北京到台北的电话声再次响起，随后两岸的联系中断，北京的消息不久传到台湾，而中正纪念堂前的民众一直坚持到天亮。《龙的传人》成为当晚的主题曲。

### 历史的伤口
词：林秋尊、梁弘志、陈乐融、童安格、郑华娟、刘虞瑞
曲：小虫、沈光远、李宗盛、李寿全、梁弘志、陈美威、陈复明、童安格、张洪量、黄韵玲
演 唱：小虎队、王新莲、伍思凯、文章、沉光远、李宗盛、知己二重唱、邰正宵、金素梅、城市少女、姜育恒、星星月亮太阳、马玉芬、马兆骏、陈美威、陈复明、童安格、张雨生、张信哲、张洪量、张淘淘、曾庆瑜、张镐哲、黄韵玲、叶欢、郑怡、蔡幸娟、忧欢派队、罗纮武
合 声：沈光远、李宗盛、马兆骏、陈美威、陈复明
这首歌由经赵少康发起，由飛碟、滾石、可登、寶麗金四家唱片公司合力製作，以歌聲聲援中國大陸的學運，十二位作词人及作曲家经过两天两夜不眠不休的工作后於1989年5月27日完成词曲的创作。歌曲制作完成后通过各种管路向大陆宣传，而此作品也是張洪量作曲之張雨生遺作。
关于制作的报道

### 是否能够飞到未来
歌手：黄品源 
收入专辑《你怎么舍得我难过》，歌词中有“天安门的怒吼还要沉默多久 多年以后 是否还唱着 历史的伤口”。

### 没有烟抽的日子
词：王丹 曲：张雨生
1989年學生運動期間，王丹以筆名「星子」在北京報章上發表了一首詩，題為「没有烟抽的日子」。根據王丹本人在《王丹回憶錄：從六四到流亡》中的描述，王丹在考入北大國際政治系后，一直苦於應付高等數學的課程。原詩是在少數幾次上高數課的時候趴在桌上沒聽課寫的。台灣創作歌手張雨生讀了這首詩，便為它譜了曲，並在專輯上說：「我不想騙你，寫這首曲子，我有著神秘的亢奮和驚異的心情。那天夜裡直到完成了歌，還持續高昂的情緒，失眠至早上七點多。對學運，這曲子不是什麼註腳，是積鬱了我心底對中國人的悲憫。」

### 六月四日（我还活着）
出自童安格1989年的专辑《梦开始的地方》。1990年，中国唱片总公司将此专辑引入中国大陆，并将专辑名改为《童安格新曲》，但是没有收录《六月四日（我还活着）》。正是这张专辑使童安格在中国大陆全面走红。

### 钢铁的心
苏芮主唱。此歌曲除用於六四事件外，原用于追悼在8.23炮战牺牲的中華民國国军将士。

### 下去不
侯德健被遣送台湾后于1990年1月1日发行了他的第4张专辑《下去不》，专辑里大部分歌曲和六四事件相关，其中《漂亮的中国人》最为出名。在同名曲《下去不》中侯德健用四川话模仿邓小平的心理活动，具有极强的讽刺意味

### 漂亮的中国人
侯德健主唱。「这首歌的名字叫《漂亮的中国人》，这几天同学们表现得太棒了，绝对是把最漂亮的中国人拿给世界人看……」六月初于天安门广场学生营地帐篷内与刘晓波共同接受记者采访。

### 上帝也哭泣
王杰主唱。国语版歌词中“连那六月也会下雪”，粤语版歌词更直接暗喻六四事件。

### 弹唱词 (别后)
罗大佑主唱。被收入六四诗集中。

### 京城夜
罗大佑主唱。《京城夜》原名《台北京城夜》，本来和六四没有关系，但事后因“杀气腾腾”等歌词被认为带有预言性质。后来罗大佑本人也将它的演奏曲作为某六四周年前的一个演唱会的开场曲。

### 侏儒之歌
罗大佑主唱。“五千年专制恭请你来肃清 可是谁又能替你洗净双手血腥”侏儒即指邓小平。

### 飛車
罗大佑主唱。“坦克戰車歷史的荒謬”

### 首都
罗大佑主唱。“春秋乱世京师特区满城是血路”

### 纪念日
齐秦主唱。

### 你的背后还有我们
郑华娟作词，小虫作曲，张信哲演唱。这首歌收录于专辑《美丽新世界II 战争与和平》中。

### 亲亲表哥
罗大佑、软硬天师合唱，收于杂锦唱片《首都》中。歌词和六四并无关联，但内里有一首藏头诗。
无证妈妈有表姐裕玲无证爸爸有表哥坚庭
忘情大唱 I, I, I was born in Beijing.
六大奇兵收埋个特区爱奴叫清清
四奶唔包三奶唔包走番去包二奶

### One Night in Beijing (北京一夜)
陳昇 / 劉佳慧主唱。“雖然陳昇的One Night in Beijing 沒有刻意的寫甚麼六四﹐不過隱含著對戰爭的心痛控訴與感傷﹐歌曲很容易令人聯想起曾經在北京發生過的一些事。”2011年《北京一夜》位列浙江省37首禁唱歌曲。

### 1989
曲﹕陳昇 詞﹕陳昇
陳昇主唱。 “據宣傳唱片時說﹐此曲明顯跟六四有關。”

### 六四微光（2025）
曲／詞／主唱：閩南狼PYC（陳柏源），Mr. R
閩南狼PYC（陳柏源）及Mr. R於六四事件36周年推出的歌曲《六四微光》。

## 其它地区

### Blood Is On the Square
词：菲力浦·摩根（Phillip Morgan）
曲：菲力浦·摩根
这首歌是蒋品超主编的《六四诗集》中唯一入选的非中文歌曲。其作者菲力浦·摩根据说当时还是华盛顿大学法律系的一名学生，在六四之后大约一周写成此作品。

### Watching TV
词：罗杰·沃特斯 (Roger Waters)
曲：罗杰·沃特斯
这首歌收录沃特斯于1992年发布的专辑《歡愉致死》，讲述了大众媒体对六四事件的影响。

### China
词：琼·贝兹(Joan Chandos Báez) 
曲：琼·贝兹
琼·贝兹在1989年创作的专辑《Speaking of Dreams》的主打歌曲，主要讲述了1989年六四事件，并阐述了自己的政治观点。

### EAST ASIA
作詞/作曲：中岛美雪
編曲：瀨尾一三、David Campbell
日本互联网中长期流传的观点认为，TBS电视电视节目主持人筑紫哲也与中岛美雪对谈时，提到了这首歌曲是对六四中不屈精神的缅怀。至少在2005年，日本音乐网站上关于此专辑页面的网友留言（2005年1月11日）已经指出此曲与六四事件有关（天安門事件をモチーフにしたとのことです）。 2010年日本雅虎问答上再有回答者指出此曲为缅怀六四而作。  对此官方没有正式确认，对谈具体内容也没有公开。

### Same Cry (feat LT)
作詞/作曲：欧阳靖
收录在美籍华裔说唱歌手JIN（欧阳靖）2004年发行的《The Rest Is History》专辑中，歌曲内容涉及六四事件并抒发歌手对遇难者缅怀之情。

### 目击者
作词/作曲:  秋元康、伊藤心太郎
这首歌收录在日本女子偶像团体AKB48在2013年发行的《Team A 6th Stage“目击者”》专辑中，歌词内容疑似映射六四事件相关内容。2014年SNH48复刻此专辑时，因歌词未通过审查，这首歌曲被删去，专辑及相关剧场公演的名称均被改为《前所未有》。目前在中国大陆的网络音乐平台均删掉了这首歌曲。

### 三十五年祭
製作人蒋品超花了半年協調歌詞、歌曲的創作，MV的製作，發行與2024年，紀念「六四」35週年。他表示，這支歌填補了「六四」長期以來缺少屬於自己專屬歌曲的空白：「《歷史的傷口》是台灣聲援大陸八九民運的歌，甚至把共產黨對越戰爭的那首歌都拿來唱，我跟共產黨本來就不是一條陣線的，它在鎮壓我、我還唱它的軍歌，心裏感覺很彆扭。所以每次唱這些歌的時候，總覺得怎麼沒有一首自己的歌呢？」

## 外部連結
- 民運歌曲及其他聲音檔案
- 六四詩集 （页面存档备份，存于）
- 六四唱這歌：八九六四十首歌 （页面存档备份，存于）
- Hong Kong Alliance 支聯會 HKA songs （页面存档备份，存于）（音頻）
- 「民主歌聲獻中華」中部分歌曲後來成為六四歌曲（視頻）